# Redaktion
En redaktion er den person eller gruppe af personer, der bearbejder og ordner (redigerer) stoffet i et massemedie.
Ordet bruges også til at betegne det kontor, hvorfra et massemedie redigeres.
På mange massemedier opdeler man indholdet i redaktionelt stof, som redaktionen står inde for, og annoncer, som annoncørerne står inde for. På større massemedier ønsker redaktionen som regel at værne om sin troværdighed og objektivitet og lægger derfor stor vægt på, at annoncørerne ikke kan påvirke det redaktionelle stof.
Mediearbejdspladser er forskelligt opbygget. Der er dog tradition for, at de fleste redaktionelle medarbejdere også er journalister eller tidligere journalister, selv om de nu bestrider en anden post.
Det typiske hierarki på en redaktion har i spidsen en ansvarshavende redaktør (på skriftlige medier kaldet chefredaktør), som har det juridiske ansvar og i visse tilfælde også det økonomiske ansvar. På større skriftlige medier har chefredaktøren ofte flere andre chefredaktører til at hjælpe sig. Herunder befinder sig en række andre redaktører eller redaktionschefer, der har ansvaret for de enkelte afdelinger og stofområder. Til deres rådighed er journalisterne og redaktionssekretærerne, hvor journalisternes opgave er at få de enkelte historier hjem, mens redaktionssekretærens ansvar er prioritering og udarbejdning af det samlede produkt, eventuelt i samarbejde med grafikere.
Langt de fleste aviser og magasiner bruger også pressefotografer og bladtegnere. På mange mindre medier er der dog ingen fastansatte fotografer eller tegnere. I stedet købes deres illustrationer fra billedbureauer eller som freelanceopgaver.